# یوزاوا میچیئو
یوزاوا میچیئو (به ژاپنی: 湯沢三千男, Yuzawa Michio); ۲۰ مهٔ ۱۸۸۸ – ۲۱ مارس ۱۹۶۳) سیاستمدار، وزیر اهل ژاپن بود.